# SMS Grosser Kurfürst
SMS Großer Kurfürst fu la seconda delle quattro navi da battaglia, tipo dreadnought, della classe König. La Großer Kurfürst (o Grosser Kurfürst) servì nella Kaiserliche Marine durante la prima guerra mondiale. Impostata nell'ottobre 1911, fu varata il 5 maggio 1913, entrò in servizio nella Hochseeflotte il 30 luglio 1914. Deve il suo nome a Federico Guglielmo I di Brandeburgo, detto il Grande elettore appunto Großer Kurfürst in lingua tedesca.
La nave era armata con 10 cannoni da 305 mm installati in cinque torrette binate ed era in grado di sostenere 21 nodi di velocità.
Insieme alle altre tre navi della classe, SMS König, SMS Markgraf, e SMS Kronprinz, la Großer Kurfürst prese parte alle più importanti azioni della flotta tedesca. Facendo parte dell'avanguardia della linea di battaglia, il 31 maggio 1916, nella battaglia dello Jutland, la Großer Kurfürst fu colpita dai cannoni di grosso calibro di diverse navi britanniche ma subì lievi danni. Nell'ottobre 1917, bombardò le postazioni russe durante l'operazione Albion. La Großer Kurfürst fu coinvolta in numerosi incidenti durante il servizio; ebbe una collisione con la König e la Kronprinz, si arenò diverse volte, fu silurata una volta, e urtò una mina.
Alla fine della guerra, la Großer Kurfürst fu condotta insieme alla maggior parte della Hochseeflotte presso la base di Scapa Flow mentre venivano discusse le clausole del trattato di Versailles.
Il 21 giugno 1919 la flotta preferì autoaffondarsi che cadere in mani britanniche. Al contrario delle altre navi della sua classe, la Grosser Kurfürst fu recuperata nel 1938 e demolita nei cantieri di Rosyth.

## Costruzione e caratteristiche

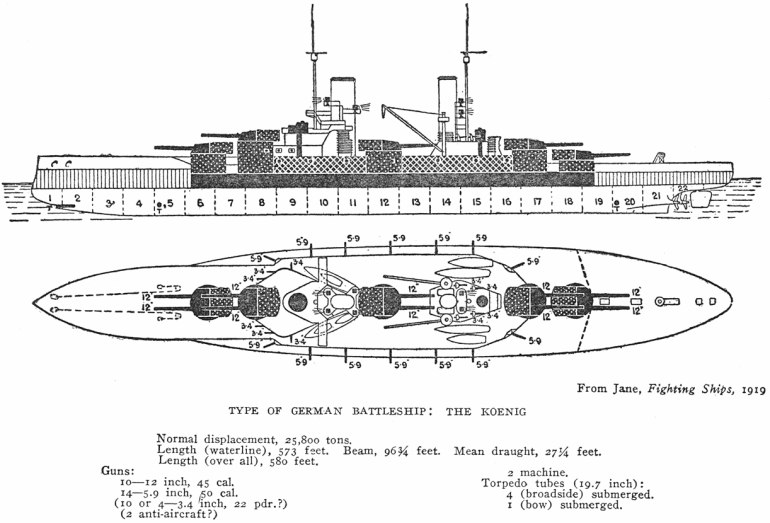
Pianta e profilo delle navi della classe König, da Jane's Fighting Ships1919

La Grosser Kurfürst con il nome provvisorio Ersatz Kurfürst Friedrich Wilhelm fu costruita nei cantieri AG Vulcan di Amburgo con il numero di cantiere 4. Impostata nell'ottobre del 1911 fu varata il 5 maggio 1913. La cerimonia di varo fu condotta dal principe Oscar di Prussia. Per il deteriorarsi delle condizioni politiche in Europa alla metà del 1914 la costruzione fu accelerata, così le prove in bacino furono effettuate il 15 luglio, e l'allestimento fu completato il 30, il giorno stesso dell'entrata in servizio nella Hochseeflotte. Il costo della Grosser Kurfürst fu di 45 milioni di Goldmark.
La Grosser Kurfürst dislocava 25.796 t al varo e 28.600 t a pieno carico, con una lunghezza fuori tutto di 175,4 m, un baglio massimo di 19,5 m e un'altezza totale dello scafo di 9,19  m. L'apparato propulsore era costituito da tre turbine a vapore AEG-Vulcan ognuna azionante un'elica, per complessivi 43.300 hp all'asse (32,3 MW) che permettevano una velocità massima di 21,2 nodi. Il vapore era prodotto da tre caldaie Schulz-Thornycroft alimentate a nafta e 12 alimentate a carbone che potevano operare a 16 atmosfere di pressione. L'autonomia era di 8.000 miglia nautiche alla velocità di crociera di 12 nodi. L'equipaggio era composto da 41 ufficiali e 1.095 marinai.
La Grosser Kurfürst era dotata di una batteria principale composta da dieci cannoni da 305 mm 30,5 cm SK L/50 in cinque torrette binate. Le batterie secondarie erano costituite da quattordici cannoni da 150 mm, 15 cm SK L/45, a tiro rapido montati in casematte e da sei cannoni da 88 mm, 8,8 cm SK L/45, a tiro rapido su entrambi i lati della torre comando anteriore e diretti verso prua.. Era equipaggiata anche con cinque tubi lanciasiluri da 500 mm posti sotto la linea di galleggiamento, uno a prua e gli altri quattro su i due lati di bordata. La corazza di murata era spessa 350 mm. Il ponte aveva uno spessore di 30 mm; Le torrette e la torre di comando anteriore avevano una protezione spessa 300 mm.

## Servizio
Dopo l'entrata in servizio nel 1914, la Grosser Kurfürst effettuò le prove in mare nel mar Baltico. La prima azione di combattimento della nave fu il bombardamento di Yarmouth del 2-3 novembre 1914. L'azione fu condotta principalmente dagli incrociatori da battaglia del I.Aufklärungsgruppe (primo gruppo da ricognizione) del contrammiraglio Franz von Hipper. La Grosser Kurfürst insieme alle altre navi della classe König, insieme a quelle della classe Nassau, Helgoland, e Kaiser, incrociarono a distanza in supporto agli incrociatori da battaglia. Dopo un breve bombardamento, la flotta tedesca ritornò in porto. Il 7 dicembre, la Grosser Kurfürst speronò accidentalmente la SMS König senza subire danni.
La seconda missione fu il bombardamento di Scarborough, Hartlepool e Whitby, effettuata il 15–16 dicembre. La sera del 15, la Hochseeflotte, comprendente 12 navi da battaglia 8 corazzate si avvicinò fino a 10 miglia dalla squadra di supporto agli incrociatori da battaglia britannici composta da sole sei navi da battaglia. Tuttavia, gli scontri, nel buio, tra le opposte squadre di cacciatorpediniere convinsero l'ammiraglio Friedrich von Ingenohl, comandante la flotta tedesca, che si trovasse di fronte all'intera Grand Fleet. Considerando gli ordini diretti del Kaiser Wilhelm II di evitare di rischiare l'integrità della flotta inutilmente, von Ingenohl decise di disimpegnarsi e tornò verso i porti tedeschi.
Il 22 gennaio 1915, la Grosser Kurfürst e il resto del III. Geschwader (3ª squadra da battaglia) furono distaccate dalla flotta per condurre delle manovre di addestramento al tiro e alle torpedini nel mar Baltico. Tornarono nel mare del Nord l'11 febbraio, troppo tardi per partecipare con il I. Aufklärungsgruppe alla battaglia di Dogger Bank (1915). In seguito alla perdita della SMS Blücher nella battaglia di Dogger Bank, il Kaiser tolse, il 2 febbraio, il comando a von Ingenohl. Lo sostituì l'ammiraglio Hugo von Pohl. La Grosser Kurfürst partecipò, poi, alle incursioni della flotta tedesca nel mare del Nord. Il 29 marzo, seguì la flotta tedesca al largo di Terschelling senza incontrare il nemico. Un'altra sortita della flotta fu effettuata il 22 aprile. Il 23 aprile, il III. Geschwader ritornò nel Baltico per un altro ciclo di manovre che durò fino al 10 maggio. Un'altra missione di minamento fu eseguita dal II. Aufklärungsgruppe il 17 maggio, con sempre il supporto delle navi da battaglia.
Grosser Kurfürst partecipò alla sortita della Hochseeflotte del 29 e 31 maggio che si concluse senza combattimenti. Fece da scorta a un'altra operazione di minamento il 11-12 settembre al largo di Texel. Seguì un'altra sortita della flotta il 23–24 ottobre. La Grosser Kurfürst tornò nel Baltico per effettuare altre manovre di addestramento fra il 5 e il 20 dicembre. Fu di nuovo nel Baltico per addestramento tra il 18-23 gennaio 1916. Grosser Kurfürst fu mandata in carenaggio per manutenzione a Wilhelmshaven il 12 febbraio. I lavori durarono fino al 3 marzo; due giorni dopo la nave partecipò a una sortita nel mare del Nord, senza però incontrare navi britanniche. Un'altra sortita fu tentata il 23 marzo verso l'isola di Amrun, seguita da un'altra, il mese dopo, verso le secche di Horns Rev (costa ovest della Danimarca) il 21–22 aprile.
La Grosser Kurfürst prese parte a un altro attacco conto la costa inglese, ancora in supporto all'azione degli incrociatori da battaglia del I. Aufklärungsgruppe. Gli incrociatori lasciarono l'estuario dello Jade alle 10:55 CET, del 24 aprile 1916, e il resto della Hochseeflotte seguì alle 13:40. L'incrociatore da battaglia Seydlitz urtò una mina sulla rotta di avvicinamento all'obiettivo, e dovette ritirarsi. Gli altri incrociatori da battaglia bombardarono la città di Lowestoft senza inconvenienti, ma durante l'avvicinamento a Yarmouth, incontrarono gli incrociatori britannici della Harwich Force. Si svolse un breve scambio di artiglieria interrotto dalla ritirata della Harwich Force. Segnalazioni dell'attività dei sommergibili britannici nell'area convinsero al ritiro il I. Aufklärungsgruppe. A questo punto, l'ammiraglio Reinhard Scheer, che era stato avvertito dell'uscita della Grand Fleet dalla sua base di Scapa Flow, decise il ritiro della flotta in acque tedesche.

### Battaglia dello Jutland

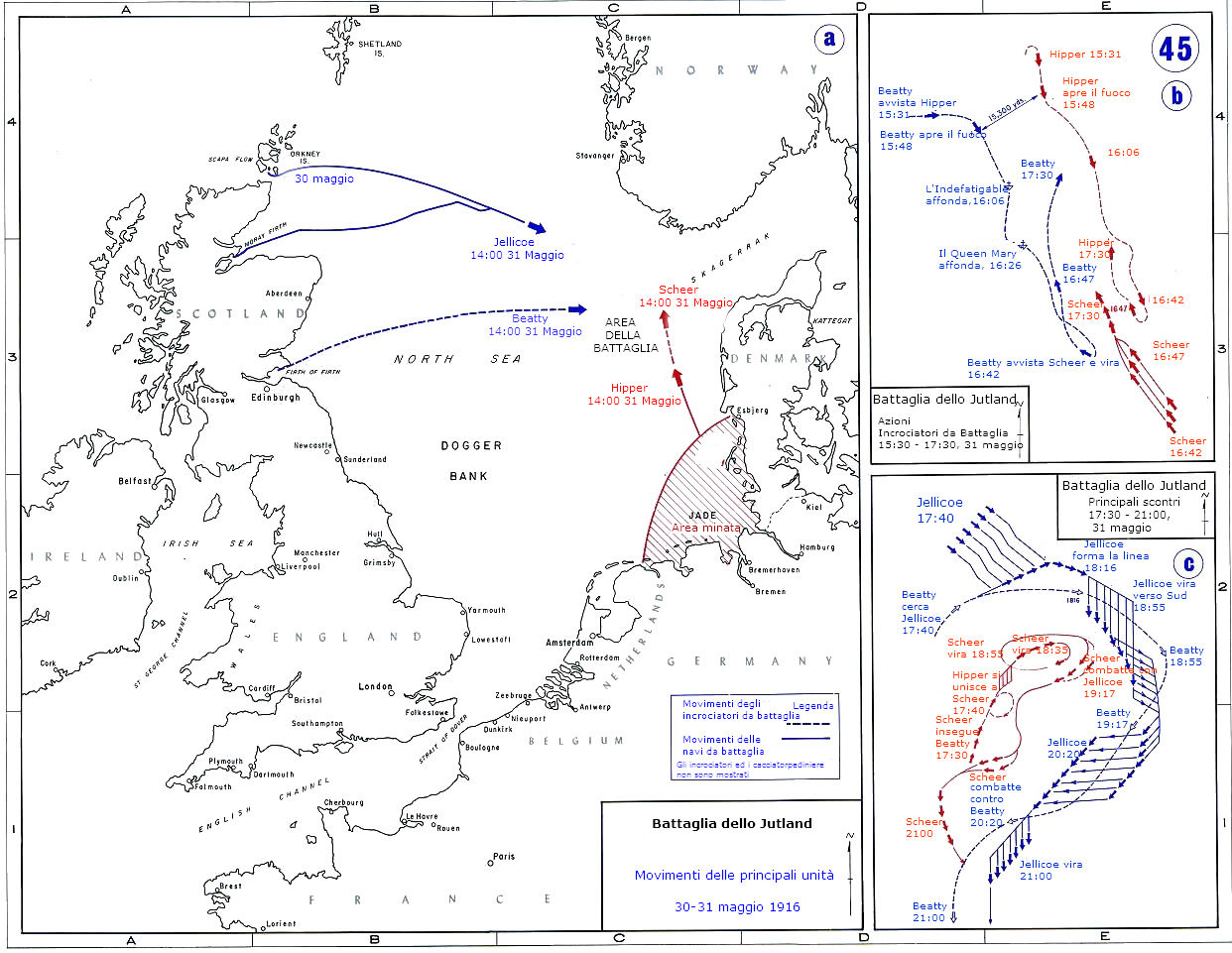
Schema della battaglia dello Jutland

La Grosser Kurfürst partecipò all'azione navale che portò alla battaglia dello Jutland del 31 maggio e primo giugno 1916. L'operazione aveva ancora lo scopo di attrarre una parte della Grand Fleet per annientarla in battaglia prima dell'intervento del grosso della flotta. La Grosser Kurfürst era la seconda nave nella linea di battaglia tedesca, dietro la gemella König seguita dalla Markgraf e dalla Kronprinz. Le quattro navi costituivano la V Division del III. Geschwader (3ª squadra da battaglia) ed erano l'avanguardia della flotta. Il III. Geschwader costituiva la prima di tre unità; subito dopo seguivano le navi della classe Kaiser che formavano la VI Division, III. Geschwader. A poppavia delle navi della classe Kaiser seguivano le navi della classe Helgoland e Nassau del II. Geschwader; la retroguardia era tenuta dalle vecchie pre-dreadnought della classe Deutschland appartenenti al I. Geschwader.
Poco prima delle ore 16:00 CET, gli incrociatori da battaglia del I. Aufklärungsgruppe (1º gruppo da ricognizione) incontrarono le navi omologhe del 1st Battlecruiser Squadron (1ª squadra incrociatori da battaglia), al comando di David Beatty. Ebbe inizio un duello di artiglierie che portò alla distruzione dell'Indefatigable, poco dopo le 17:00, e del Queen Mary, meno di mezz'ora dopo. A questo punto, gli incrociatori da battaglia tedeschi facevano rotta verso sud per attirare le navi britanniche verso il grosso della Hochseeflotte. Per le 17:30, la König, la nave da battaglia tedesca in avanguardia, avvistò sia il I. Aufklärungsgruppe sia il 1st Battlecruiser Squadron in avvicinamento. Gli incrociatori da battaglia tedeschi dirigevano a dritta della König mentre le navi britanniche erano sul lato di sinistra. Alle 17:45, Scheer ordinò una virata di due quarte a dritta per avvicinare le sue navi agli incrociatori britannici, e un minuto dopo, alle 17:46, fu dato l'ordine di aprire il fuoco.

La Grosser Kurfürst concentrò il tiro contro l'incrociatore da battaglia HMS Princess Royal a una distanza di 19.200 m (21.000 yarde). Simultaneamente aprì il fuoco con le sue batterie secondarie contro i cacciatorpediniere britannici che avanzavano per colpire con i siluri la flotta tedesca. Le più veloci navi britanniche distanziarono quelle tedesche e alle 18:00, le quattro navi della classe König spostarono il fuoco sulle sopraggiungenti navi della classe Queen Elizabeth del V Battle Squadron, la Grosser Kurfürst spostò il fuoco dalla Princess Royal contro la Valiant, ma per le 18:16 anche la Valiant si sottrasse al tiro, ma il fuoco durò pochi minuti prima che la distanza fra le navi aumentasse oltre quella di tiro utile. Le salve della Grosser Kurfürst caddero a cavallo della Valiant quattro volte senza però colpirla. Mentre la Grosser Kurfürst fu colpita alle 18:09 da un proietto da 350 mm proveniente o dalla HMS Malaya o dalla HMS Warspite. Il proietto impattò nell'acqua a una distanza compresa tra 9 e 18 metri dalla nave e rimbalzò contro lo scafo della nave ed esplose a 26 m dalla prua. Il colpo non causò danni rilevanti. Durante questo scontro la Grosser Kurfürst reclamò tre centri con le sue batterie da 150 mm contro un cacciatorpediniere, probabilmente il Moorsom. Alle 18:22, la nave fece fuoco, al limite della gittata utile, contro il cacciatorpediniere HMS Moresby senza colpirlo. Allo stesso tempo, torno ad avere a tiro la Valiant, e incominciò a far fuoco con le due torrette di prua. La nave fece fuoco per otto minuti, ma le salve risultarono tutte corte.
Poco dopo le 19:00, l'incrociatore tedesco Wiesbaden venne immobilizzato da un colpo dell'Invincible; il contrammiraglio Paul Behncke sulla König cercò di manovrare le sue navi nel tentativo di coprire l'incrociatore danneggiato. Contemporaneamente le navi britanniche del III e del IV Light Cruiser Squadron (3ª e 4ª squadra incrociatori leggeri) incominciarono un attacco con i siluri contro la linea tedesca; mentre avanzavano per raggiungere la distanza di tiro per i siluri, colpirono il Wiesbaden con le loro batterie. Le navi della classe König svilupparono un pesante bombardamento contro gli incrociatori britannici, che però non si ritirarono. Nella successiva mischia, l'incrociatore corazzato britannico Defence fu colpito da due salve delle batterie principali della Grosser Kurfürst. Sotto il fuoco di numerose navi nemiche l'incrociatore esplose e affondò alle 19:19. Osservatori notarono come entrambe le salve della Grosser Kurfürst colpirono il Defence, ma non accreditarono la distruzione dell'incrociatore a quei colpi. Poi la Grosser Kurfürst concentrò il fuoco sull'incrociatore corazzato HMS Warrior, che fu gravemente danneggiato e costretto a ritirarsi. Il Warrior affondò nel viaggio di ritorno, il mattino seguente.

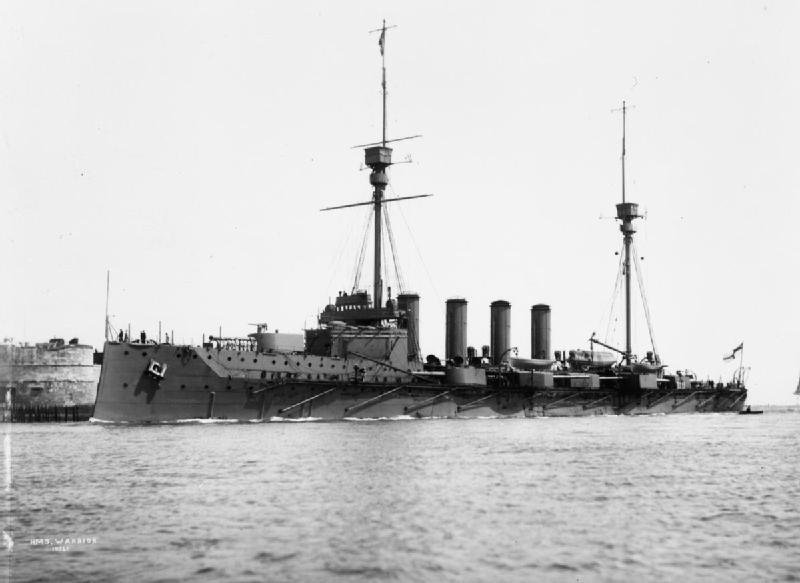
L'incrociatore corazzato HMS Warrior, 14.500 t di stazza

Per le 20:00, la flotta tedesca virò verso est per sganciarsi dal fuoco di quella britannica comandata dall'ammiraglio John Jellicoe. Subito dopo, quattro incrociatori leggeri britannici ripresero l'attacco contro il Wiesbaden immobilizzato. Le navi da battaglia tedesche dell'avanguardia, tra cui la Grosser Kurfürst, aprirono il fuoco sugli incrociatori nel tentativo di fermarne l'azione. La Grosser Kurfürst incominciò il fuoco alle 20:07 a distanze comprese fra 9.100 e 16.000 m. Nonostante l'intenso fuoco gli incrociatori britannici riuscirono a disimpegnarsi senza gravi danni. Quasi allo stesso tempo, la flotta britannica riuscì a tornare a distanza di tiro e sette navi da battaglia sottoposero la V Division a intenso fuoco. La Grosser Kurfürst fu colpita sette volte, quattro colpi la colpirono fra le 20:18 e le 20:19. Tre colpi furono da 350 mm dei cannoni della HMS Marlborough, nonostante i suoi ufficiali di tiro se ne attribuirono erroneamente quattro. Gli altri quattro colpi a segno provennero dai cannoni da 380 mm della HMS Barham o della Valiant. Uno dei colpi da 380 mm distrusse il cannone da 150 mm No. 2 del lato di dritta, e un altro colpì la murata ed esplose all'impatto. Pur non penetrando la corazza di murata, la deformò verso l'interno di 33 cm per una estensione di 7,9 m. Le squadre di contenimento dei danni riuscirono a tamponare l'ingresso dell'acqua ma 800 t di acqua allagarono parte della nave e causarono uno sbandamento di 4°, che fu ridotto a meno di un grado grazie al controallagamento di altri compartimenti. Nel prosieguo della battaglia, l'allagamento peggiorò, e quando la Grosser Kurfürst raggiunse Helgoland la mattina seguente si stima che erano penetrate nella nave 3.000 t d'acqua. Altri colpi raggiunsero la nave ma causarono danni minori.
L'inteso fuoco delle navi britanniche costrinse Scheer a ordinare alla flotta una virata; questa virata invertì l'ordine della flotta portando la Grosser Kurfürst in coda. Dopo essere riuscito a sfuggire alla flotta britannica, Scheer ordinò alla flotta di assumere la formazione da crociera notturna, la flotta assunse la formazione alle 23:30, con la Grosser Kurfürst quindicesima di una linea di 24 navi. Attorno alle 02:45, diversi cacciatorpediniere britannici organizzarono un attacco contro la retroguardia della linea tedesca. La Grosser Kurfürst avvistò sette caccia nella notte. Li attaccò con le sue batterie secondarie da 150 mm e da 88 mm mentre manovrava per evitare un eventuale lancio di siluri. La Grosser Kurfürst portò un colpo da 150 mm sul cacciatorpediniere HMS Nessus da una distanza di circa 2.000 m, mettendo fuori uso una delle sue caldaie. La violenta reazione delle navi tedesche costrinse i caccia britannici al ritiro.
La flotta tedesca riuscì ad attraversare le squadre di naviglio sottile britannico senza attirare l'attenzione delle navi da battaglia di Jellicoe, e raggiunse il faro di Horns Rev (costa ovest della Danimarca) alle 04:00 del primo giugno. Nel golfo di Helgoland, la Grosser Kurfürst fu costretta a ridurre la velocità per la grande quantità di acqua imbarcata. Uscì di formazione ma la raggiunse di nuovo di fronte al canale di Schillig. A Wilhelmshaven, la Grosser Kurfürst entrò in porto, mentre molte altre navi rimasero di pattuglia fuori dalle bocche di accesso al porto. La nave fu trasferita ad Amburgo dove fu riparata nei cantieri dell'AG Vulcan. I lavori furono ultimati il 16 luglio. Durante la battaglia, la Grosser Kurfürst sparò 135 proietti delle batterie principali e 216 da quelle da 150 mm. Fu colpita da otto proietti di grosso calibro che uccisero 15 uomini e ne ferirono 10.

### Operazioni successive
Dopo le riparazioni, la Grosser Kurfürst fu inviata nel Baltico per addestramento, dalla fine di luglio fino all'inizio di agosto, per il 5 agosto tornò nel mare del Nord. L'ammiraglio Scheer organizzò una sortita in forze, simile a quella che portò alla battaglia dello Jutland, per il 18–20 agosto. Dato che il SMS Von der Tann e il SMS Moltke erano i soli incrociatori da battaglia in condizioni operative, la Grosser Kurfürst, la nuova nave da battaglia, SMS Bayern e la Markgraf, furono temporaneamente distaccate al I. Aufklärungsgruppe per la missione. L'ammiraglio Scheer con il resto della Hochseeflotte avrebbe seguito in copertura. La Royal Navy venne a conoscenza della sortita e fece salpare la Grand fleet per intercettare le navi tedesche. Alle 14:35, Scheer fu avvisato dell'avvicinarsi delle navi britanniche, e non volendo affrontare di nuovo l'intera flotta britannica appena 11 settimane dopo la battaglia dello Jutland, si ritirò verso i porti tedeschi.
Tra il 21 ottobre e il 2 novembre effettuò delle missioni di addestramento insieme al resto del III. Geschwader. Due giorni dopo era di nuovo in linea. Il 5 novembre, due sommergibili si arenarono sulla costa danese. Fu inviato del naviglio sottile per il recupero e il III. Geschwader, che era in navigazione nel mare del Nord in rotta verso Wilhelmshaven, come copertura. Il sommergibile britannico J1 silurò la Grosser Kurfürst a circa 30 miglia (56 km) a nord-est di Horns Rev (costa ovest della Danimarca). Il siluro distrusse il timone sinistro e provocò l'allagamento del compartimenti del timone sinistro, nonostante i danni la nave riuscì a mantenere una velocità di 19 nodi. Torno ai cantieri dell'AG Vulcan dove fu riparata tra il 10 novembre e il 9 febbraio. Lo stesso 9 febbraio, mentre navigava, diretta a Kiel, si arenò nella foce dell'Elba, all'altezza di Krautsand. I danni furono minimi e la nave poté ricongiungersi alla sua squadra in addestramento nel Baltico, ma mentre tornava nel mare del Nord, speronò accidentalmente la Kronprinz, la prua rimase danneggiata e i necessari lavori furono effettuati presso i Cantieri Imperiali di Wilhelmshaven, fino al 22 aprile.
La nave tornò in linea con la flotta per il 23 aprile. Tra 17 maggio e l'8 giugno condusse un programma di addestramento insieme al resto del III. Geschwader nel mar Baltico. Al ritorno nel mare del Nord fu assegnata alla sorveglianza del Golfo di Germania (parte sud est del mare del Nord). Una nuova missione di addestramento fu condotta tra l'11 e il 23 settembre. Poi navigò verso la baia di Danzica per partecipare alla preparazione dell'operazione Albion, per la conquista delle isole di fronte a Riga. Il 12 ottobre, la Grosser Kurfürst si posizionò nella baia di Tagalaht (nord dell'isola di Saaremaa) oltre il capo Ninase (Ninnast). Mentre manovravava per raggiungere la distanza di tiro contro le batterie costiere russe, urtò una mina, la falla conseguente fece entrare 280 t di acqua nello scafo. Nonostante i danni la nave continuò il bombardamento delle postazioni costiere presenti sul promontorio. Lo stesso giorno fu ritirata dalla flotta d'invasione e si diresse verso Wilhelmshaven via Kiel, dove le necessarie riparazioni vennero completate entro il 1º dicembre.
Tornata in servizio, riprese i compiti di pattugliamento nel mare del Nord. La nave prese poi parte alla missione contro i convogli alleati nel mare del Nord, tra la Gran Bretagna e la Norvegia condotta fra il 23 e il 25 aprile, che fu interrotta per le avarie meccaniche subite dalla SMS Moltke. Mentre entrava nella chiusa esterna del canale per Wilhelmshaven, al rientro della sortita, si danneggiò. Rimase in bacino per le riparazioni fra il 27 aprile e il 2 maggio. Alla fine del mese, la Grosser Kurfürst si arenò di fronte al porto nord di Heligoland. L'asse dell'elica sinistra si piegò, i conseguenti lavori nei cantieri di Kiel durarono dal 2 al 9 giugno e dal 21 al 31 luglio. Tornò in linea con la flotta il primo dicembre.

### Destino finale

Mappa della posizione dei relitti delle navi affondate a Scapa Flow, la Grosser Kurfürst è contrassegnata con il numero 4;click per ingrandire

La Grosser Kurfürst avrebbe dovuto partecipare all'ultima azione della Hochseeflotte. Dalla base di Wilhelmshaven, la flotta tedesca, si sarebbe diretta in forze contro le coste inglesi per affrontare la Grand Fleet; Scheer —ora il Großadmiral della flotta— si proponeva di infliggere il massimo dei danni alla flotta britannica, per ottenere migliori condizioni di resa, sacrificando la flotta tedesca. Ma, mentre la flotta si riuniva a Wilhelmshaven, i marinai, stanchi della guerra, incominciarono a disertare in massa. Mentre la Von der Tann e la Derfflinger passavano attraverso le chiuse che dividevano il porto interno di Wilhelmshaven e i canali esterni, circa 300 uomini, da entrambe le navi, si calarono dalle murate e scapparono sulle rive.
Il 24 ottobre 1918, fu dato l'ordine di salpare da Wilhelmshaven. Dalla notte del 29 ottobre, i marinai di numerose navi si ammutinarono; tre navi del III. Geschwader si rifiutarono di levare le ancore, e atti di sabotaggio si verificarono a bordo delle navi da battaglia SMS Thüringen e SMS Helgoland. L'ordine di partenza fu ritirato di fronte alla rivolta. Nel primo novembre 1918, incominciò la rivoluzione tedesca che portò all'armistizio, decretando la fine della guerra.
In seguito alla resa della Germania nel novembre 1918, la maggior parte della Hochseeflotte, sotto il comando del contrammiraglio Ludwig von Reuter, furono condotte presso la base navale britannica di Scapa Flow. Prima della partenza della flotta tedesca, l'ammiraglio Adolf von Trotha esplicitò a von Reuter che, in ogni caso, le navi non potevano essere consegnate agli Alleati. La flotta tedesca si incontrò con l'incrociatore leggero britannico HMS Cardiff, che la portò verso la grande scorta di navi alleate che doveva condurla fino a Scapa Flow. La flotta alleata era composta da circa 370 navi britanniche, statunitensi e francesi. Una volta confinate a Scapa Flow, alle navi furono rimossi gli otturatori dei cannoni per renderli inservibili.
La flotta rimase prigioniera durante i negoziati che condussero alla firma del trattato di Versailles. Von Reuter riteneva che la Royal Navy si sarebbe impossessata delle navi per il 21 giugno, che era la scadenza imposta alla Germania per la firma del trattato. Non essendo a conoscenza della proroga concessa fino al 23, Reuter decise di dare l'ordine di affondare le navi. La mattina del 21 giugno, la flotta britannica lasciò Scapa Flow per condurre delle esercitazioni in mare, e alle 11:20 Reuter trasmise l'ordine alle sue navi. La Grosser Kurfürst affondò alle 13:30; la nave fu recuperata il 29 aprile del 1938, e demolita presso Rosyth.

### Riferimenti
1. ↑  Hore, p. 69.
2. 1 2 3  Gröner, p. 27.
3. ↑  Campbell "Germany 1906–1922", p. 36.
4. ↑  Hildebrand, Röhr & Steinmetz, p. 41.
5. ↑  Staff, p. 31.
6. 1 2 3 4 5  Staff, p. 32.
7. 1 2 3 4  Gröner, p. 28.
8. ↑  Gardiner & Gray, pp. 147-148.
9. 1 2 3  Gröner, p. 28.
10. ↑  NavWeaps (15 cm/45)
11. ↑  Massie, pp. 310-312.
12. ↑  Tarrant, pp. 31-33.
13. 1 2  Staff, p. 29.
14. ↑  Tarrant, pp. 43-44.
15. ↑  Staff, p. 29.
16. ↑  Tarrant, p. 53.
17. ↑  Tarrant, p. 54.
18. ↑  Tarrant, p. 286.
19. ↑  Va notato come gli orari, in questa sezione, sono espressi come CET, che corrispondono all'orario in uso in Germania. Questo orario è avanti di un'ora rispetto al UTC, utilizzato dalle fonti britanniche.
20. ↑  Tarrant, pp. 94-95.
21. ↑  Tarrant, pp. 100-101.
22. ↑  Tarrant, p. 110.
23. ↑  Tarrant, pp. 110-111.
24. ↑  Tarrant, p. 116.
25. ↑  Tarrant, p. 116.
26. ↑  Campbell Jutland, p. 98.
27. ↑  CampbellJutland, p. 100.
28. ↑  Campbell Jutland, p. 144.
29. ↑  Campbell Jutland, p. 58.
30. ↑  Campbell Jutland, p. 101.
31. ↑  Campbell Jutland, p. 104.
32. ↑  Tarrant, p. 137.
33. ↑  Tarrant, p. 138.
34. 1 2  Campbell Jutland, pp. 152-153.
35. ↑  Campbell Jutland, p. 181.
36. ↑  Tarrant, p. 169.
37. ↑  Campbell Jutland, p. 204.
38. ↑  Campbell Jutland, pp. 204-206.
39. ↑  CampbellJutland, p. 237.
40. ↑  Campbell Jutland, pp. 237-245.
41. ↑  Tarrant, pp. 172-174.
42. ↑  CampbellJutland, p. 275.
43. ↑  Campbell Jutland, pp. 298-301.
44. ↑  Campbell Jutland, pp. 300-301.
45. ↑  Tarrant, pp. 246-247.
46. ↑  Campbell Jutland, p. 320.
47. ↑  Campbell Jutland, p. 336.
48. ↑  Tarrant, p. 292.
49. ↑  Tarrant, pp. 296, 298.
50. ↑  Staff, p. 30.
51. ↑  Massie, p. 682.
52. ↑  Massie, p. 683.
53. 1 2 3  Staff, p. 34.
54. ↑  Tarrant, pp. 280-281.
55. ↑  Massie, p. 775.
56. ↑  Tarrant, pp. 281-282.
57. ↑  Tarrant, p. 282.
58. 1 2  Herwig, p. 256.
59. ↑  Herwig, pp. 254-255.
60. ↑  Herwig, p. 255.